# Kostel svatého Mikuláše (Bílý Kostel nad Nisou)
Kostel svatého Mikuláše, který se nachází ve střední části obce Bílý Kostel nad Nisou mezi řekou Nisou a silnicí směřující do Chotyně, je raně barokní sakrální stavbou postavenou na vyvýšeném starém hřbitově v letech 1679-1691. Předchozí kostel postavený na stejném na místě byl zmiňován již v roce 1352. Tento starý kostel dal obci zřejmě také jméno, které se objevuje v roce 1500 v latinském tvaru Alba Ecclesia (česky Bílý Kostel). Současný kostel je největší dominantou obce a je viditelný z velké dálky.

## Historie
Větší zásahy do architektury kostela proběhly v letech 1749-1754 a také v roce 1785, kdy byl rozšířen o nový presbytář. Kostel dlouhou dobu sloužil jako sklad knih liberecké knihovny. Na počátku 21. století je kostel ve vlastnictví obce. Je uvnitř opraven a využíván k pořádání kulturních akcí obce.

## Architektura

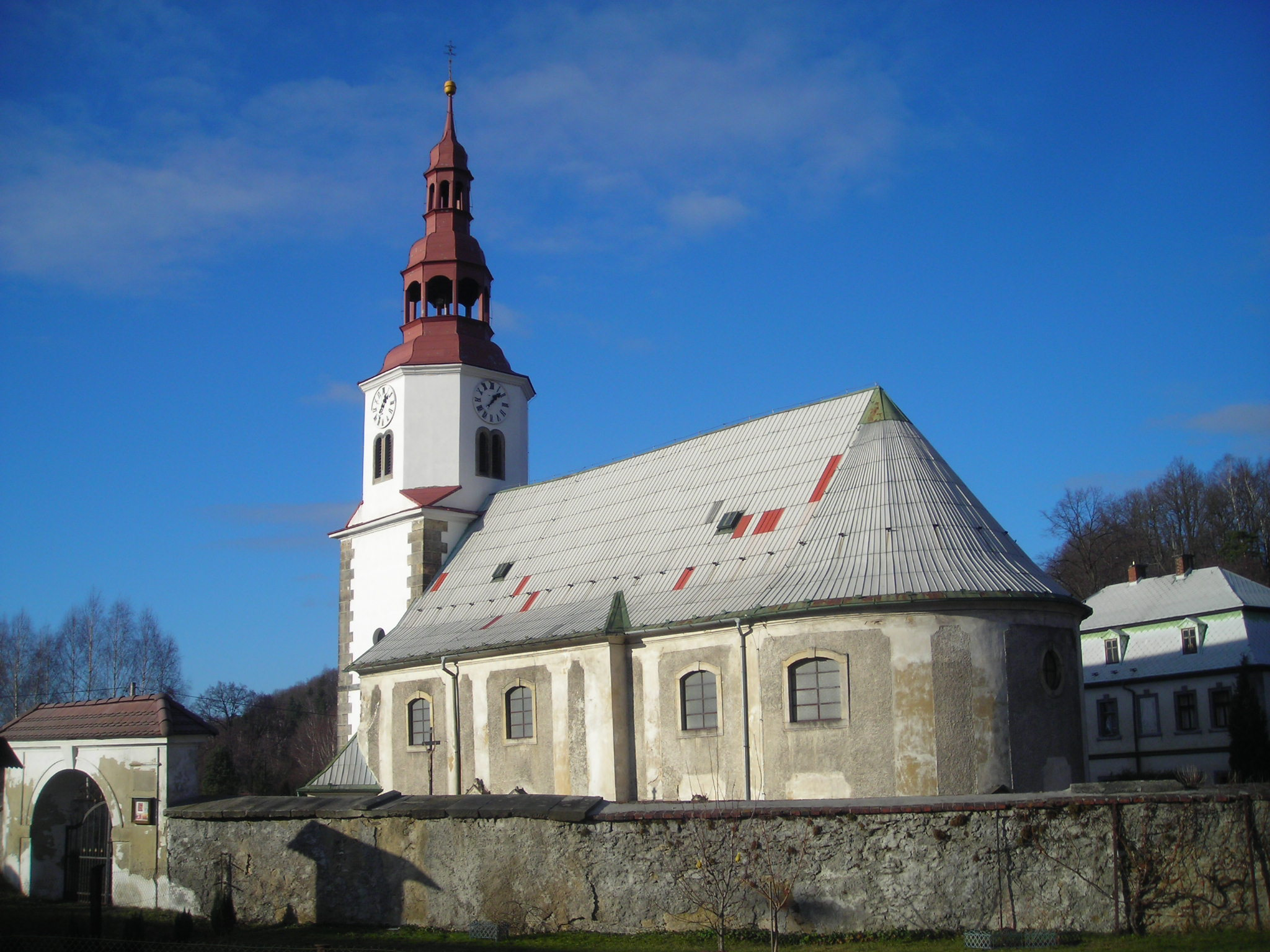
Boční pohled na kostel sv. Mikuláše (v roce 2009)

Kostel je orientovaný, obdélný a jednolodní. Má západní hranolovou, v horní části osmiboká, věž z roku 1783, která je zakončená plechovou cibulí s lucernou. U paty věže se nachází hlavní vstup umístěný v půlkruhově zakončeném pískovcovém ostění. Klenák na ostění nese reliéfní kartuši s datací 1691. Presbytář je čtvercový a půlkruhově uzavřený. K severními průčelí přiléhá čtvercová sakristie. Kostel má sedlovou střechu s plechovými šablonami. Loď i presbytář má segmentově zakončená okna v profilovaných pískovcových ostěních s klenáky. Jednotlivá průčelí s hrubou omítkou člení hladké lizénové rámci světlého odstínu. Na nárožích spodní části věže vystupuje z omítky armatura z pískovcových kvádrů. Po obvodu kostela je řada náhrobků a pamětních desek pocházejících z 18. a 19. století.
Uvnitř má kostel valenou klenbu na rákos (z roku 1780).

## Vybavení
Původní vybavení bylo v období po roce 1977 zcela odstraněno a nedochovala se ani kruchta ani oltáře. Starší popis z roku 1977 ještě uvádí, že vnitřní zařízení kostela je barokní pocházející z 18. století. Kruchta kostela je trojdílná, dřevěná, zdobená na poprsni malovanými rokokovými kyticemi z 2. poloviny 18. století a obrazem Panny Marie Růžencové z poloviny 19. století. Hlavní oltář je opožděně barokní, sloupový a portálový. Je na něm obraz sv. Mikuláše z roku 1832 a sochy sv. Víta a sv. Jana Nepomuckého z konce 18. století. Dva boční oltáře jsou panelové, opatřené dvěma sochami z roku 1786. Kazatelna a varhany jsou klasicistní, pocházející z roku 1786. Křtitelnice později vytvořená má z vršku raně gotické pilíře s bobulovitou hlavicí z 2. poloviny 13. století. V presbytáři je hodnotný obraz sv. Mikuláše pocházející z 1. poloviny 18. století, který se původně nacházel na hlavním oltáři. V kostele se nachází barokní krucifix z roku 1734. Toto vybavení se však v kostele již nenalézá.

## Okolí kostela
V ohradní hřbitovní zdi okolo kostela jsou niky s hliněnými pálenými reliéfy Křížové cesty z 1. poloviny 19. století. Ohradní zeď má kované brány. Nachází se zde také náhrobník s reliéfem Kalvárie ze začátku 19. století. Komplex od severu uzavírá barokní fara s čp. 133, která je adaptována na soukromý byt, ale na se zde i oratoř, která slouží pro katolické bohoslužby.